# Operación Ariel
Operación Ariel fue el nombre dado a la evacuación de las fuerzas aliadas británicas y francesas de los puertos del oeste de Francia durante la Segunda Guerra Mundial, realizada desde 15 al 25 de junio de 1940, debido al colapso militar de la batalla de Francia contra la Alemania nazi. Fue posterior a la Operación Dynamo, la evacuación de Dunkerque, y a la operación Cycle, la evacuación de El Havre, que terminó el 13 de junio.

## Antecedentes
A pesar de la Operación Dynamo en Dunkerque había evacuado la mayor parte del elemento de combate de la Fuerza Expedicionaria Británica, algunas unidades de combate de la 1.ª División Acorazada británica y la División Beauman, y más de 150 000 soldados de apoyo y tropas de línea de comunicación habían sido obligadas a retirarse hacia el sur por el ejército alemán. Además, la 52.ª División de Infantería (Lowland) y la 1.ª División de Infantería Canadiense habían sido trasladadas a Francia para reforzar la defensa de la parte occidental del país. Todas estas fuerzas se convirtieron en una "Segunda Fuerza Expedicionaria Británica" y el general Sir Alan Francis Brooke regresó de Inglaterra para comandarlos. A su llegada el 13 de junio, rápidamente se dio cuenta de que no había ninguna posibilidad de éxito para ellos y que el plan de los franceses de retroceder para apoyarse en una ayuda británica no era realista. En consecuencia, a través de una llamada telefónica en la tarde del 14 de junio, fue capaz de persuadir al primer ministro británico, Winston Churchill, de que todas las tropas británicas en Francia debían ser desacopladas y evacuadas. El historiador Max Hastings afirma, ". En esa conversación, Brooke salvó a casi 200 000 hombres de la muerte o el cautiverio".

## Evacuación desde Cherburgo y St. Malo
La evacuación de la 52.ª División de Infantería (Lowland) desde Cherburgo estaba bajo el mando del almirante William James Milbourne, comandante en jefe, Portsmouth, de la Marina Real británica. Él dirigió al grueso de la tropa y los buques de carga para que operaran desde Southampton, a los pequeños barcos para utilizaran el puerto de Poole, y a schuyts holandeses para que trabajaran desde Weymouth. La mayoría de los hombres de la 52° (Lowland) y de la 1.ª División Acorazada Británica se embarcaron entre 15-17 de junio. La División Beauman y la Fuerza de Norman, que eran formaciones compuestas, partieron en la noche del 17 de junio. El batallón de la retaguardia fue evacuado en la tarde del 18 de junio; las primeras tropas alemanas entraban en las afueras de la ciudad cuando el último barco zarpó a las 16:00. 30 360 hombres habían sido evacuados y llevadas a Portsmouth. En Saint Malo, 21.474 hombres, la mayoría de la 1° División de Infantería Canadiense, se escapó entre el 17 y 18 de junio.

## Evacuación de Brest, Saint-Nazaire y La Pallice
La evacuación de los puertos más occidentales fue comandada por el Almirante Sir Martin Eric Nasmith, el comandante en jefe del Western Approaches Commandos, con base en Devonport. La evacuación de Brest estuvo a cargo de una gran flotilla de buques, incluidos los buques de tropas Arandora Star, Otranto, y Strathaird. 28 145 británicos y 4439 efectivos aliados, sobre todo, personal de tierra de la Real Fuerza Aérea británica (RAF) fueron retirados el 16 y 17 de junio, sin ninguna interferencia importante de la Luftwaffe con destino a Plymouth. Esperando en Saint-Nazaire había un gran número de soldados británicos con función de apoyo, y unidades logísticas, personal de la RAF, tropas belgas, checas y polacas, así como civiles británicos. La flotilla incluyó el envío de grandes buques de transportes de tropas, como el Georgic, el Duchess of York, el Franconia, el Lancastria y el Oronsay. El Franconia fue dañado por las bombas en el camino y regresó a Plymouth. La mayoría de los barcos más grandes tuvieron que fondear en la bahía de Quiberon, debido a la dificultad de la navegación por el estrecho canal hasta el estuario del Loira, a St-Nazaire. Durante el 17 de junio, las tropas fueron trasladadas desde St-Nazaire a los grandes buques en destructores y barcos costeros. Los de tropas tenían órdenes de embarcarse la mayor cantidad posible de personal. A las 14:00 se produjo un ataque aéreo de bombarderos alemanes y el Oronsay fue alcanzado por una bomba en el puente. En una segunda incursión a las 17:45, el Lancastria fue alcanzado por cuatro bombas que penetraron en la bodega, que estaba llena de tropas, produciendo además, la ruptura de sus tanques de combustible. A los 20 minutos, el barco escoró y se hundió. Aunque 2447 personas que iban bordo se salvaron, hubo un saldo de alrededor de 4000 muertos (las estimaciones varían entre 3000 y 5800), la mayor pérdida de vidas en la historia marítima británica. Las últimas tropas británicas partieron en la mañana del 18 de junio en dos convoyes de buques mercantes pequeños con dirección a Plymouth. Debido a errores de inteligencia que sugería que los alemanes estaban más cerca de lo que realmente se encontraban, se dejó atrás gran cantidad de material. Una misión final llegó a St-Nazaire el 19 de junio para evacuar 8000 soldados polacos, que por información recibida habrían llegado al puerto; sin embargo, solo había 2000. Más al sur en La Pallice (el puerto comercial de La Rochelle), el alto oficial naval británico encontró que no habían sido enviado ningún para evacuar a las tropas británicas y polacas que esperaban en el puerto. Por lo tanto, decomisó un número de barcos mercantes franceses y salió el 18 de junio. Después de eso, dos flotillas de barcos británicos llegaron a recoger a los soldados polacos que arribaron;. En total, 10 000 británicos y más de 4000 efectivos polacos fueron rescatados de La Pallice.